# Doe Maar! (musical)
Doe Maar!, met als ondertitel De popmusical, is een Nederlandse musical uit 2006, geproduceerd door V&V Entertainment.In 2025 komt de musical opnieuw in het Afas theater in Leusden, geproduceerd door MediaLane
De musical ging op 28 januari 2007 in Tilburg in première. De voorstelling van 18 november 2007 in Theater Castellum te Alphen aan den Rijn werd opgenomen, en 1 januari 2008 uitgezonden door de AVRO.
De musical werd in 2007 genomineerd voor elf John Kraaijkamp Musical Awards en won er vier, waaronder die voor de beste mannelijke hoofdrol (Daniël Boissevain) en voor de beste mannelijke (Jan Elbertse) en vrouwelijke (Annick Boer) bijrol. Daarnaast won het de ANWB Publieksprijs kleine musical. De musical trok meer dan 100.000 bezoekers.

## Verhaal
Het verhaal is door Pieter van de Waterbeemd geschreven rond de muziek van de Nederlandse popgroep Doe Maar. De musical gaat niet over deze groep, maar over twee opgroeiende vriendinnen in de jaren 80. Deze meiden, Janis en Alice, krijgen maar weinig steun van thuis. Janis' moeder Flora is als vredesactiviste te druk bezig om zich met haar dochter bezig te houden.

## Rolverdeling
| Rol      | 2007 V&V Entertainment                    | 2025/2026 MediaLane |
| -------- | ----------------------------------------- | --- |
| Flora    | Lenette van Dongen                        | Brigitte Heitzer |
| Janis    | Kim-Lian van der Meij                     | Isha Ferdinandus |
| Alice    | Dorien Haan                               | Maaike Franken |
| Arent    | Jan Rot (zanger)                          | Daniël Boissevain |
| Rits     | Daniël Boissevain                         | Wolter Weulink |
| Ria      | Annick Boer                               | Ellen Pieters |
| Rob      | Jan Elbertse                              | Han Oldigs |
| Tommie   | Bart Rijnink / Tommie Luyben/ Rein Hofman | Jelmer de Groot |
| Ensemble | -                                         | Rick Bok (cover Rits), May Hollermann (cover Janis, Alice), Jasper Kerkhof (cover Arent, Rob), Stian Olesen, Tess van de Hoef (cover Alice), Xanthi Ivens (cover Alice), Chiméne van Dijk (cover Janis), Tommie Luyben |
| Swings   | -                                         | Guus Boswinkel (cover Rits, Tommie), Dieter Spileers (Resident-Director, cover Arent, Rob), Melinda de Vries (Dace Captain, cover Ria, Flora), Marleen van der Loo (cover Flora)                                       |

## Medewerkers
|                       | 2007 | 2025                        |
| --------------------- | --- | --------------------------- |
| Script                | Pieter van de Waterbeemd | Pieter van de Waterbeemd    |
| Liedteksten en muziek | Henny Vrienten, Ernst Jansz | Henny Vrienten, Ernst Jansz |
| Regie                 | Jos Thie | Carline Brouwer             |
| Decorontwerp          | Stans Lutz | Joris van Veldhoven         |
| Lichtontwerp          | Jaak van de Velde | Bart van den Heuvel         |
| Kostuum ontwerp       | Maya Schröder | Cocky van Huijkelom         |
| Band                  | gitaar/zang: Tom Van Damme, Sologitaar: Steven Gossye, Toetsen: Jakob Klaasse, Toetsen: Dionys Breukers, Bas: Bart De Ruiter, Drums: Robert Curiel |                             |